# Chieftain
Chieftain (FV4201) – brytyjski czołg podstawowy. 
Chieftain był wielokrotnie modernizowany, stąd wyróżnia się aż dwanaście odmian produkcyjnych (od Mk 1 do Mk 12) oraz wersje prototypowe i eksportowe. Dotychczas wyprodukowano ponad 2 000 czołgów. Poza armią brytyjską Chieftain (tzn. wódz) jest eksploatowany przez Iran (100 szt.), Jordanię (pod oznaczeniem Khalid – 350 szt.), Kuwejt – (45 szt.) i Oman (27 szt.).

## Historia rozwoju
Prace nad projektem następcy Centuriona rozpoczęły się w 1951. Pierwszy prototyp nowego czołgu powstał w 1959 i został wyprodukowany przez Royal Ordnance Factory w Leeds. Pierwsze pojazdy poddawano testom wojskowym w Equipment Trials Wing w Bovington od grudnia 1962. W maju 1963 podjęto decyzje o przyjęciu czołgu Chieftain do uzbrojenia. Produkcję seryjną rozpoczęto w 1966 w państwowych zakładach Royal Ordnance Factories oraz prywatnych (Vickers Defense Systems) i pierwsze czołgi weszły do służby w 1967 do jednostek Brytyjskiej Armii Renu (BAOR). Łącznie dla armii brytyjskiej wyprodukowano 900 czołgów tego typu. Produkcja na potrzeby armii brytyjskiej trwała do 1971. W 1975 wszystkie brytyjskie pułki czołgów były już wyposażone w Chieftainy, a czołgi wcześniejszych typów zostały wycofane z uzbrojenia. Chieftainy były również eksportowane, głównie do krajów Bliskiego Wschodu. W latach 1971–78 do Iranu dostarczono 750 czołgów tego typu.
Chieftain był wielokrotnie modernizowany, stąd wyróżnia się aż dwanaście odmian produkcyjnych (od Mk 1 do Mk 12) oraz wersje prototypowe i eksportowe. Charakterystyczną cechą czołgu było to iż mechanik-kierowca prowadził pojazd w pozycji leżącej, co pozwalało na obniżenie sylwetki pojazdu. Wprowadzony został do służby w 1967 jako następca Centuriona. Był głównym czołgiem armii brytyjskiej w latach 70. i 80. W roku 1983 zaczął wchodzić do służby jego następca, czołg Challenger, ale Chieftain służył jeszcze do lat 90. Specjalne warianty brytyjskich Chieftainów brały udział w wojnie z Irakiem w 1991. Czołgi te były eksportowane między innymi do Iranu, gdzie wzięły udział w wojnie iracko-irańskiej, i do Kuwejtu, gdzie walczyły z wojskami Iraku w 1990. Czołgi te były zakupione również przez Jordanię i Oman.
Egzemplarz czołgu Chieftain Mk 11 został przekazany Muzeum Wojsk Lądowych w Bydgoszczy przez Bovington Tank Museum w zamian za egzemplarz czołgu T-72.

## Opis techniczny
Chieftain ma przedział kierowania w przedniej części kadłuba, bojowy – w środkowej, a napędowy – w tylnej. Załoga składa się z 4 żołnierzy: dowódcy, działonowego, ładowniczego i kierowcy. Dwaj pierwsi mają swoje stanowiska z prawej strony wieży.
Kadłub i wieżę czołgu wykonano ze spawanych płyt pancernych z dospawanymi elementami odlewanymi. Chieftain waży około 55 ton. Stosunkowo niską sylwetkę i duże pochylenia przedniego pancerza osiągnięto poprzez zastosowanie półleżącej pozycji kierowcy.
Uzbrojeniem podstawowym jest 120 mm armata bruzdowana L11, o długości lufy 55 kalibrów, wyposażona w przedmuchiwcz i osłonę termoizolacyjną. Do strzelania z armaty stosuje się dzielone naboje z pociskiem przeciwpancernym podkalibrowym (APDS), z plastycznym materiałem wybuchowym (HESH), dymne oraz odłamkowe. Później opracowano również naboje z pociskiem przeciwpancernym podkalibrowym smugowym (APDS-T) oraz przeciwpancernym podkalibrowym z oddzielającym się sabotem, stabilizowane brzechwowo (APFSDS-T). Ładunki miotające umieszczono poniżej łożyska oporowego wieży, a znaczną część pocisków – w niszy wieży.
Początkowo uzbrojenie dodatkowe wozu składało się z dwóch 7,62 mm karabinów maszynowych (jeden – sprzężony L8A1 a drugi – przeciwlotniczy L37A1) oraz karabinu L12A1 kalibru 12,7 mm, który służył do wstrzeliwania się w cel (zrezygnowano z niego dopiero po wprowadzeniu nowoczesnego systemu kierowania ogniem). Po bokach wieży zamontowano sześć wyrzutni granatów dymnych L8 kalibru 66 mm. Ponadto załoga dysponuje sześcioma granatami ręcznymi.
Armata Chieftaina jest stabilizowana w dwóch płaszczyznach przez układ elektryczny. Dowódca czołgu może samodzielnie naprowadzać armatę na cel i prowadzić z niej ogień. Działonowy dysponuje dodatkowymi ręcznymi mechanizmami naprowadzającymi armatę w obu płaszczyznach. Niezależnie obracaną wieżyczkę dowódcy czołgu wyposażono w biokularowy przyrząd obserwacyjno-celowniczy o powiększeniach 1x i 10x oraz dziewięć peryskopów o powiększeniu 1x. Na stanowisku działonowego znajdują się dwa przyrządy obserwacyjno-celownicze: zasadniczy (o powiększeniu 10x) i rezerwowy (7x).
Od 1973 roku w czołgach Chieftain montowano nowocześniejsze zintegrowane układy obserwacyjne z dalmierzem laserowym (Tank Laser Sight Unit), który może być uruchamiany zarówno przez dowódcę, jak i działonowego. Na lewej zewnętrznej ścianie wieży znajduje się reflektor, o zasięgu z filtrami około 1000 m, natomiast bez filtrów – 1500 m.
W połowie lat siedemdziesiątych czołgi wyposażono w nowoczesny system kierowania ogniem IFCS (Improved Fire Control System), firmy Marconi. Nie zezwolono jednak na montowanie go w wersjach produkowanych na eksport.
IFCS ma cyfrowy przelicznik balistyczny 12-12P, dalmierz laserowy, przyrządy obserwacji nocnej oraz szereg czujników. Niezbędne do obsługi przyciski są zgromadzone w jednej rękojeści. Pulpit dowódcy czołgu wyposażono w klawiaturę pozwalającą ręcznie wprowadzać do systemu dane konieczne do strzelania oraz przeprowadzać kontrolę pracy systemu i elementów czołgu. System kierowania ogniem uwzględnia m.in.: odległość do celu, prędkość obrotu wieży i pionowego ruchu armaty, rodzaj pocisku, odkształcenie i zużycie lufy, prędkość wiatru i gęstość powietrza. Gdy czołg i cel są nieruchome, czas potrzebny do wypracowania danych do strzelania wynosi ułamek sekundy, natomiast w przypadku celu ruchomego – około 5 sekund. W prototypach i pierwszych seriach pojazdów stosowano znacznie słabszą jednostkę napędową, której moc zwiększano w kolejnych seriach pojazdów. Prędkość czołgu wynosiła 48 km/h na szosie i około 30 km/h w terenie.
W latach osiemdziesiątych ponad 320 wozów wyposażono w system kierowania ogniem TOGS (Thermal Observation and Gunnery System), zastosowany również w czołgach Challenger.
Chieftain jest napędzany silnikiem Leyland 60. Jest to jednostka dwusuwowa, o zapłonie samoczynnym, sześciocylindrowa, dwunastotłokowa, w układzie pionowym, przy czym każda para tłoków pracuje w jednej wspólnej tulei, a komora spalania znajduje się między denkami obu tłoków. Dwa wały korbowe połączono z wałem wyjściowym poprzez układ kół zębatych. Zastosowano także silnik dodatkowy Coventry Climax H30 (trzycylindrowy, sześciotłokowy, osiągający moc około 17 kW przy 2000 obr./min).
Układ napędowy z podwójnym doprowadzeniem mocy ma sprzęgło odśrodkowe, planetarną skrzynię biegów TN12 oraz przekładnie boczne. W przypadku awarii układu możliwe jest mechaniczne włączenie drugiego biegu do jazdy do przodu oraz pierwszego – do tyłu.
Zawieszenie Chieftaina zbudowano w postaci zblokowanych po dwa koła wózków z trzema współosiowymi sprężynami śrubowymi (układ Horstmann) – jest to ostatni powojenny czołg podstawowy, w którym nie zastosowano indywidualnego zawieszenia kół nośnych. Przy skrajnych kołach znajdują się teleskopowe amortyzatory hydrauliczne. Dwuwieńcowe koła napędowe umieszczono z tyłu kadłuba, natomiast koła kierunkowe – z przodu. Górna gałąź każdej gąsienicy jest podtrzymywana przez trzy rolki. W czołgu zastosowano gąsienice z odlewanymi ogniwami, grzebieniem prowadzącym pośrodku, metalowymi sworzniami oraz nakładkami gumowymi.
Chieftain wyposażono w układ ochrony przed skutkami użycia broni masowego rażenia (zespołowy, nadciśnieniowy), układ przeciwpożarowy "Firewire" i czujnik oświetlenia czołgu promieniowaniem podczerwonym, który znajduje się na wieży, oraz zestaw do pokonywania przeszkód wodnych po dnie i aluminiowy lemiesz.
Na przełomie lat siedemdziesiątych i osiemdziesiątych opracowano prototypy czołgów Chieftain 800 i Chieftain 900, z udoskonalonym opancerzeniem i systemem kierowania ogniem. Pierwszy z nich był napędzany silnikiem Rolls-Royce CV12 TCE (dwunastocylindrowy, o zapłonie samoczynnym), osiągającym moc około 600 kW przy 2300 obr./min. Z uwagi na brak zamówień ich produkcji nie uruchomiono.
W 1986 roku stacjonujące w Brytyjskiej Armii Renu Chieftainy wyposażono w dodatkowy pancerz wielowarstwowy tzw. Stillbrew. Opracowano także prototyp czołgu z zawieszeniem hydropneumatycznym, którego elementy zastosowano później w czołgach Challenger.
Kolejną zmodernizowaną wersją Chieftaina był Chieftain 2000, w którym zastosowano system kierowania ogniem Centaur firmy GEC-Marconi, silnik Perkins CV-12 Condor (o mocy około 590 kW) oraz wielowarstwowy pancerz dodatkowy. System Centaur ma cyfrowy przelicznik balistyczny, dwa przyrządy obserwacyjno-celownicze ze stabilizowanymi lustrami oraz termowizorami (konstrukcji firmy SFIM), dalmierz laserowy i czujniki oświetlenia wozu promieniem laserowym. Poza tym system ten jest przygotowany do rozbudowy o elementy cyfrowego układu transmisji danych. Wieża i armata są naprowadzane za pomocą układów elektrycznych. Chieftain 2000 był oferowany m.in. Pakistanowi.
Na bazie Chieftaina opracowano następujące pojazdy pomocnicze: wóz inżynieryjny Assault Vehicle Royal Engineers FV 4203, wóz zabezpieczenia technicznego, wóz ewakuacyjny FV 4204, mosty samobieżne Chieftain Mk 6 AVLB i FV 4205 AVLB, prototypowy 35 mm podwójnie sprzężony samobieżny zestaw przeciwlotniczy Marksman oraz 155 mm działo samobieżne.

## Wersje podstawowe
Podstawowe wersje produkcyjne czołgu Chieftain:
- FV4201 P1 – FV4201 P7 – wersje prototypowe, wyprodukowano 7 egzemplarzy.
- Chieftain Mk.1 (1965) – 40 pojazdów przedseryjnych wyprodukowanych w latach 1965–1966. Wykorzystywane do szkolenia.
- Chieftain Mk.2 (1967) – wersja z w mocniejszym silnikiem o mocy 650 KM.
- Chieftain Mk.3 – wyposażony w dodatkowe wyposażenie: filtr suchego powietrza, zmodyfikowaną kopułę dowódcy, zmodernizowany silnik. Wersje Mk.3/3 wyposażono w dalmierz laserowy, silnik o mocy 720 KM i zmodyfikowany pakiet ochrony NBC. Mk.3/3P wersja dla Iranu.
- Chieftain Mk.4 – Chieftain Mk.3 ze zwiększoną masą paliwa dla Sił Obronnych Izraela. Zbudowano tylko dwa egzemplarze prototypowe.
- Chieftain Mk.5 (1970) – ostateczny wariant produkcyjny oparty na wersji Mk 3/3, z 750-konnym silnikiem L60 Mark 8A, z ulepszeniami systemu ochrony przed bronią masowego rażenia.
- Chieftain Mk.6 (1979) – ulepszona wersja Mk.2 przebudowana do standardu Mk.5.
- Chieftain Mk.7 – Mk.3 przebudowany do standardu Mk.5. Wersja Mk./2c została zbudowana i dostarczona do Omanu.
- Chieftain Mk.8 – Chieftain Mk.3/3 ulepszony do standardu Chieftain Mk.5
- Chieftain Mk.9 – ulepszona wersja Mk.6 z systemami IFCS oraz z nowymi radiostacjami Clansman.
- Chieftain Mk.10 (1985) – ulepszona wersja Mk.6 i Mk.7 wyposażone w IFCS i Stillbrew. Pakiet ochrony załogi Stillbrew został nałożony na przód i pierścień wieży.
- Chieftain Mk.11 (1988-1990) – wersja Mk.8 wyposażona w IFCS, Stillbrew, system NBC No 11, TOGS (Thermal Observation and Gunnery System) oraz dalmierz laserowy.
- Chieftain Mk.12 – ulepszona wersja Mk.11, anulowana z powodu wprowadzenia do służby czołgu Challenger 2.